# Judith Shatin
Judith Shatin (* 21. November 1949) ist eine US-amerikanische Komponistin und Musikpädagogin.

## Leben
Shatin studierte am Douglass College, der Juilliard School of Music und der Princeton University. Sie ist Professorin an der University of Virginia und Direktorin des von ihr 1987 gegründeten Virginia Center for Computer Music. Sie war Vorstandsmitglied der International Alliance for Women in Music, der League of Composers/ISCM und der American Composers Alliance und von 1989 bis 1993 Präsidentin der American Women Composers, Inc.
Als Fellow der Rockefeller-Stiftung hatte Sharin Studienaufenthalte in Deutschland, Frankreich und Israel. Sie erhielt vier Kompositionsstipendien des National Endowment for the Arts. Sie erhielt Auszeichnungen des American Music Center, Meet the Composer,  den Met-Life Creative Connections, des New Jersey State Arts Council und der Virginia Commission for the Arts und erhielt Kompositionsaufträge des Barcelona New Music Ensemble, des Dutch Hexagon Ensemble, des Kronos Quartet, der Library of Congress und der National Symphony Orchestra's Hechinger Commission.
Shatin komponierte Kammermusik, Chorwerke, Ballett- und elektroakustische Musik, schuf Musikinstallationen, multimediale und Orchesterwerke. Ihre Werke wurden bei Festivals wie dem Aspen Music Festival, dem BAM Next Wave, dem Grand Teton Festival dem Moskauer Herbst aufgeführt. 2008 komponierte sie im Auftrag der Kongressbibliothek Tower of the Eight Winds für Violine und Klavier. Im Auftrag des Charlottesville and University Symphony Orchestra des Illinois Symphony Orchestra, des Richmond Symphony Orchestra und des Virginia Symphony Orchestra entstand Jefferson, In His Own Words für Sprecher und Orchester, das 2010 uraufgeführt wurde.

## Werke
- Assembly Line #1 für Oboe
- Bagatelle für Klavier
- Baruch HaBa für Männerstimme
- Carreno für Klavier und Mezzosopran
- Chai Variations on Eliahu HaNavi für Klavier
- Entreat Me Not To Leave Thee für Solostimme
- Fantasy on St. Cecilia für Klavier
- Fasting Heart für Flöte
- L'etude du Coeur für Bratsche
- Meridians für Klarinette
- Penelope's Dream für Cello
- Postlude für Orgel
- Round 3 für Posaune
- Ruth für Sopran
- Scirocco für Klavier
- Singing Still für Flöte
- Sursum Corda für Cello
- Widdershins für Klavier
- 1492 für verstärktes Klavier und Perkussion
- Akhmatova Songs für (Mezzo)sopran und Kammerensemble oder Klavier
- Clave für Flöte, Klarinette, Saxophon, Violine, Viola, Cello, Klavier und Perkussion
- Doxa für Viola und Klavier
- Dreamtigers für Flöte und Gitarre
- Fantasía Sobre El Flamenco für Blechbläser
- Fledermaus Fantasy für Violine und Klavier
- Gabriel's Wing für Flöte und Klavier
- Gazebo Music für Flöte und Cello
- Glyph für Viola, Streichquartett und Klavier oder Kammerorchester
- Hearing the Call für zwei Trompeten und zwei Trommeln
- Houdini, Memories of a Conjurer für Cello, Klavier, Perkussion und elektronisches Playback
- Icarus für Violine und Klavier
- Ignoto Numine für Klaviertrio
- Ki Koleich Arev für Sopran, Flöte und Klavier
- Lost Angels für Trompete, Fagott und Klavier
- Marvelous Pursuits für Vokalquartett und Klavier
- Monument in Brass für Bläserquintett
- Ockeghem Variations für Bläserquintett und Klavier
- Quatrain für Violine, Viola, Klarinette und Bassklarinette
- Ruah für Flöte und Klavier
- Run für Klavierquartett
- Secret Ground für Flöte, Klarinette, Violine und Cello
- Selah für Frauenquartett oder -chor
- Sister Thou Wast Mild and Lovely für Sopran und Viola
- Spin für Flöte, Klarinette, Fagott, Violine, Viola und Cello
- Study in Black für Flöte und Perkussion
- Sweet Harmony für Sopran und Klavier
- Teruah für Shofar, drei Hörner, zwei Trompeten, zwei Posaunen und Pauken
- The Janus Quartet, Streichquartett
- Three Summers Heat – Chamber für Sopran, Flöte, Viola und Harfe
- Time To Burn für Oboe und zwei Perkussionisten
- Tower of the Eight Winds für Violine und Klavier
- View From Mt. Nebo
- Wedding Song für Sopran und Englischhorn, Altflöte, Klarinette oder Viola
- Werther für Flöte, Klarinette, Violine, Cello und Klavier
- When the Moon of Wildflowers if Full für Flöte und Cello
- Wind Songs für Bläserquintett
- Arche, Violinkonzert
- Aura für Orchester
- Jefferson, In His Own Words für Erzähler und Kammerorchester
- Piping the Earth
- Ruah, Flötenkonzert
- Singing the Blue Ridge für Mezzosopran, Bariton, Orchester und Elektronik
- Stringing the Bow für Streichorchester
- The Passion of St. Cecilia für Orchester
- Cherry Blossom and a Wrapped Thing; After Hokusai für verstärkte Klarinette und Elektronik
- Civil War Memories für Elektronik
- Elijah's Chariot für Streichquartett und Elektronik
- For The Birds für verstärktes Cello und Elektronik
- Glimmerings für Elektronik
- Grito del Corazón für Kammerensemble, Elektronik und Video
- Hosech Al P'ney HaTehom für Elektronik
- House Music für Elektronik
- Kairos für Flöte und Elektronik
- Penelope's Song für Cello oder Sopransaxophon oder Violine oder Viola und Elektronik
- Sea of Reeds für verstärkte Klarinette und Effekt-Prozessor
- Spring Tides für verstärkte Flöte, Klarinette, Violine, Cello, Klavier und interaktive Elektronik
- Three Summers Heat für (Mezzo)sopran und Elektronik
- Follies and Fancies, Kammeroper